# Arthur Lutteroth

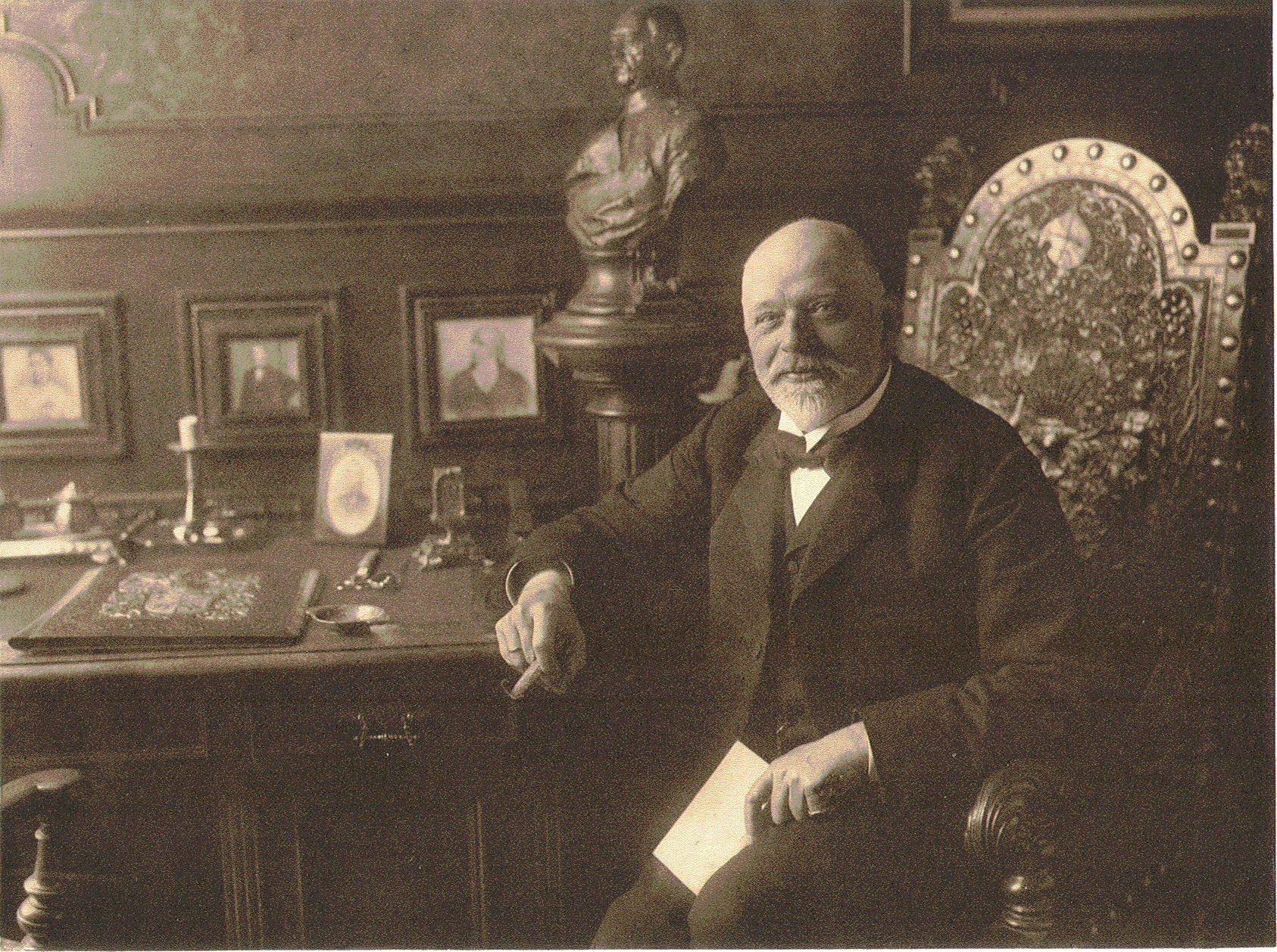
Arthur Lutteroth 1905

Arthur Lutteroth (* 21. Juni 1846 in Hamburg; † 11. Juni 1912 in Hamburg) war ein Hamburger Kaufmann, Abgeordneter der Hamburgischen Bürgerschaft und 1879 bis 1882 Präses der Handelskammer Hamburg.

## Leben
Arthur Lutteroth wurde als Sohn von Christian Alexander Lutteroth (1812–1867) und seiner Frau Sophie Friederike Lutteroth (aus einem anderen Familienzweig) in eine angesehene Kaufmannsfamilie geboren, die 1815 von Mühlhausen nach Hamburg gekommen war. Sein Großvater Ascan Wilhelm Lutteroth war Hamburger Senator und Staatsreformer und sein Onkel Christian Friedrich Lutteroth Abgeordneter des Preußischen Abgeordnetenhauses und der Hamburgischen Bürgerschaft. 
Lutteroth besuchte bis 1862 eine Schule in Hamburg, darauf folgend verbrachte er ein Jahr in Genf. 
Von 1863 bis 1866 machte er eine kaufmännische Lehre bei einer Firma in Hamburg, anschließend war er ein Jahr in London tätig und trat im Dezember 1867 als Prokurist in die väterliche Firma Lutteroth & Co. ein. Bereits zwei Jahre später wurde er Teilhaber der Firma.
Am 30. September 1874 wurde Lutteroth in die Commerzdeputation gewählt, vertrat die Kammer zunächst in der Sektion Warendeklination und ab 1875 in der Deputation für indirekte Steuern. 
Vom 2. Mai 1879 bis zum 31. Dezember 1882 stand er der Handelskammer als Präses vor und war in dieser Zeit Mitglied der Deputation für Handel und Schifffahrt. Als entschiedener Gegner des Hamburger Zollanschlusses nahm er an verschiedenen nationalen und internationalen Konferenzen teil und bereiste die europäischen Häfen, musste sich aber dem Druck Preußens schließlich beugen und stimmte am 7. Juni 1881 in einer Erklärung der Handelskammer dem Beitritt Hamburgs zum Deutschen Zollverein zu, der schließlich 1888 vollzogen wurde. Allerdings konnte er den Bau des Sandtorhafens, des ersten modernen Hafenbeckens und die Einrichtung des Freihafens zusammen mit Bürgerschaft und Senat durchsetzen. 
Von 1883 bis 1912 war Lutteroth Mitglied des Bezirksausschusses der Reichsbankhauptstelle und Aufsichtsrat der Vereinsbank Hamburg. Weiterhin war er Direktor der Terraingesellschaft Klosterland in Hamburg sowie Generalagent der Versicherungsgesellschaft Riunione Adratica in Triest, in Deutschland, Dänemark und Skandinavien.

## Abgeordneter der Hamburgischen Bürgerschaft
Von 1876 bis 1901 gehörte er der Hamburgischen Bürgerschaft an. Seit 1889 Mitglied im Bürgerausschuss, wurde er 1893 in die Finanzdeputation gewählt und vertrat diese von 1894 bis 1896 in der Deputation für Handel und Schifffahrt und in der Pensionskassendeputation, 1896 in der Feuerkassendeputation und der für das Feuerlöschwesen und von 1897 bis 1898 in der Bankdeputation. 

## Familie
Arthur Lutteroth heiratete Charlotte Marie Lutteroth (1850–1940), seine Cousine, mit der er vier Kinder hatte: Drei Töchter, Frieda (1870–1913), Elsa (1872–1929) und Freia (1880–1885), sowie einen Sohn, den Landgerichtsdirektor und Hamburger Genealogen Ascan Wilhelm Lutteroth (1874–1960).  